# MS Zuiderdam
 (juillet 2010).
Le MS Zuiderdam est un navire de croisière appartenant à la compagnie Holland America Line et porte le nom du point cardinal Sud de la rose des vents.

## Ponts
Le Zuiderdam dispose de 11 ponts :
- pont 1 : Main
- pont 2 : Lower Promenade
- pont 3 : Promenade
- pont 4 : Upper Promenade
- pont 5 : Verandah
- pont 6 : Upper Verandah
- pont 7 : Rotterdam
- pont 8 : Navigation
- pont 9 : Lido
- pont 10 : Observation
- pont 11 : Sport